# Isomerisme conformacional

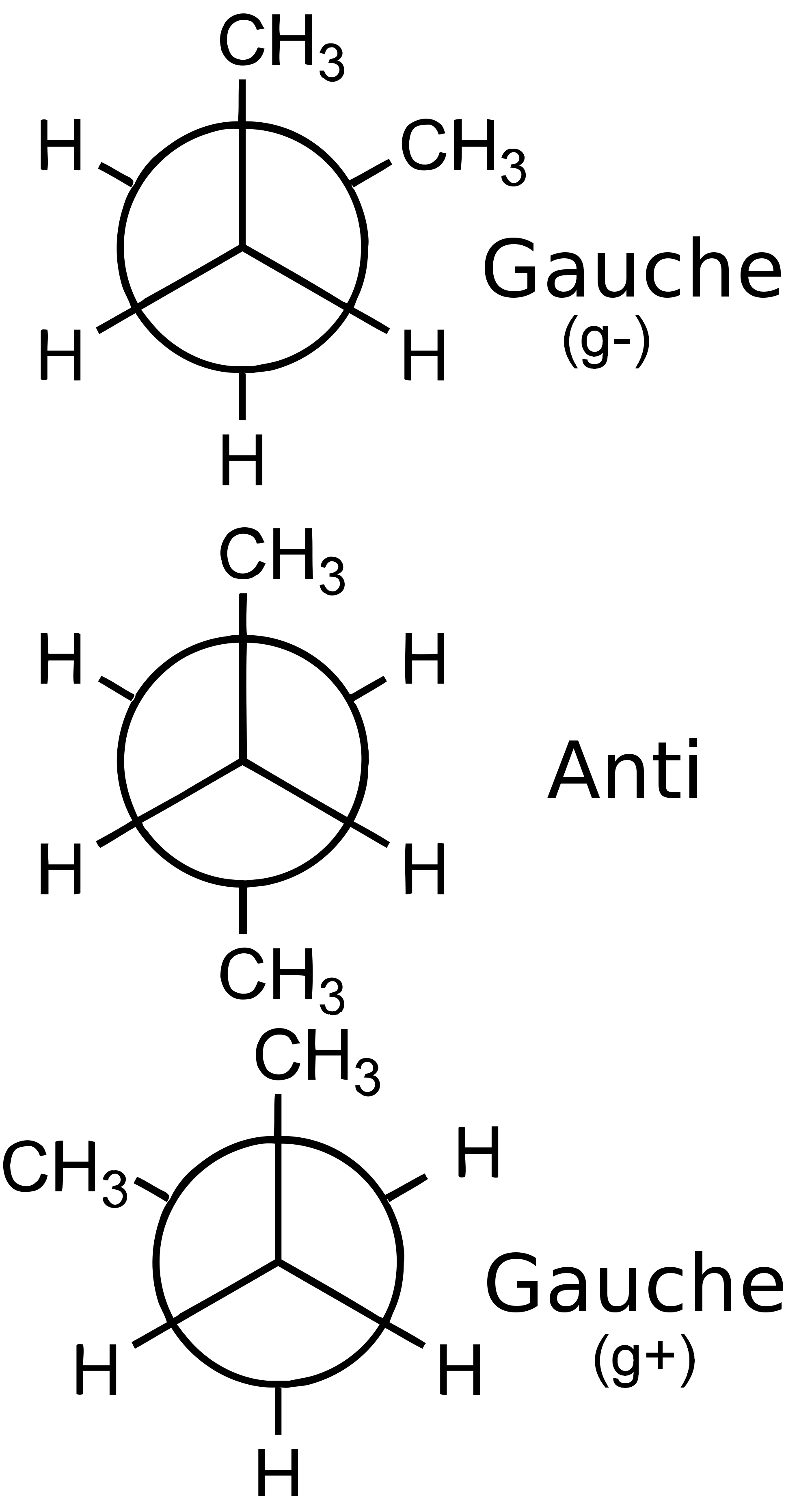
Conformadors del butà, en projecció de Newman.

La isomeria conformacional, o isomerisme conformacional, és una forma d'estereoisomerisme en la qual els isòmers presenten diferents conformacions i poden ser interconvertits exclusivament per rotacions sobre enllaços simples. Aquests isòmers normalment s'anomenen com isòmers conformacionals o confórmers i, específicament, com rotàmers quan difereixen per rotació sobre un enllaç simple. Els isòmers conformacionals es poden distingir respecte d'altres classes d'estereoisòmers pels quals la interconversió necessàriament implica trencament i reforma dels enllaços químics. La barrera rotacional o barrera de rotació és l'energia d'activació requerida per interconvertir els rotàmers.

## Tipus d'isomerisme conformacional
Inclouen:
1. Conformació linear alcana i
2. Conformació en anell
  - Conformació ciclohexana.
  - Conformació carbohidrat
3. Atropisomerisme